# Теорія операторів
Теорія операторів — розділ функціонального аналізу, який вивчає властивості неперервних лінійних відображень між нормованими просторами. Взагалі кажучи, оператор — це аналог звичайної функції або матриці в скінченновимірному просторі. Але оператор може діяти і в нескінченновимірних просторах.
Відображення {\displaystyle T} з векторного простору {\displaystyle X} у векторний простір {\displaystyle Y} називається лінійним оператором, якщо {\displaystyle T(\alpha x+\beta y)=\alpha T(x)+\beta T(y)} для будь-яких {\displaystyle x} і {\displaystyle y} із {\displaystyle X} і будь-яких скалярів {\displaystyle \alpha } і {\displaystyle \beta }. Часто пишуть {\displaystyle Tx} замість {\displaystyle T(x)}. Лінійний оператор з нормованого простору {\displaystyle X} в нормований простір {\displaystyle Y} називається обмеженим, якщо знайдеться додатне дійсне число {\displaystyle M} таке, що для всіх {\displaystyle x\in X} {\displaystyle \|Tx\|\leq M\|x\|}. Найменша така константа {\displaystyle M}, яка задовольняє цій умові, називається нормою оператора {\displaystyle T} і позначається {\displaystyle \|T\|}. Неважко бачити, що лінійний оператор між нормованими просторами обмежений тоді і тільки тоді, коли він неперервний. Під терміном «оператор» у функціональному аналізі зазвичай розуміють обмежений лінійний оператор.
Множина всіх (обмежених лінійних) операторів із нормованого простору {\displaystyle X} в нормований простір {\displaystyle Y} позначається {\displaystyle L(X,Y)}. У випадку, коли {\displaystyle X=Y} пишуть {\displaystyle L(X)} замість {\displaystyle L(X,X)}. Якщо {\displaystyle H} — Гільбертів простір, то зазвичай пишуть {\displaystyle B(H)} замість {\displaystyle L(H)}. На {\displaystyle L(X,Y)} можна ввести структуту векторного простору через {\displaystyle (T+S)x=Tx+Sx} і {\displaystyle T(\alpha x)=\alpha (Tx)}, де {\displaystyle T,S\in L(X,Y)}, а {\displaystyle \alpha } — довільний скаляр. З введеною вище операторною нормою, {\displaystyle L(X,Y)} перетворюється на нормований простір.
Зокрема, {\displaystyle \|S+T\|\leq \|S\|+\|T\|} і {\displaystyle \|\alpha T\|=|\alpha |\cdot \|T\|} для будь-яких {\displaystyle T,S\in L(X,Y)} і довільного скаляра {\displaystyle \alpha }. Простір {\displaystyle L(X,Y)} є Банаховим тоді і тільки тоді, коли {\displaystyle Y} — Банахів.
Нехай {\displaystyle X}, {\displaystyle Y} і {\displaystyle Z} — нормовані простори, {\displaystyle T\in L(X,Y)} і {\displaystyle S\in L(X,Y)}. Композиція {\displaystyle S} і {\displaystyle T} позначається {\displaystyle TS} і називається «добутком» операторів {\displaystyle S} та {\displaystyle T}. Відмітимо, що {\displaystyle TS\in L(X,Z)} і {\displaystyle \|TS\|\leq \|T\|\cdot \|S\|}. Якщо {\displaystyle X} — Банахів простір, то {\displaystyle L(X)} з введеним вище множенням є Банаховою алгеброю.
У «теорії операторів» можна виділити декілька основних розділів:
1. Спектральна теорія вивчає спектр оператора.
2. Класи операторів. Зокрема, компактні оператори, Фредгольмові оператори, ізоморфізми, ізометрії, строго сингулярні оператори тощо. Вивчають також необмежені оператори і частково визначені оператори, зокрема замкнуті оператори.
3. Оператори на спеціальних нормованих просторах.
  - На Гільбертових просторах вивчають самоспряжені, нормальні, унітарні, додатні оператори та ін.
  - На функціональних просторах: диференціальні, псевдодиференціальні, інтегральні, і псевдоінтегральні оператори; оператори множення, підстановки, підстановки з вагою та ін.
  - На Банахових решітках: додатні оператори, регулярні оператори тощо.
4. Сукупності операторів (тобто, підмножини {\displaystyle L(X)}): операторна алгебра, операторні напівгрупи та ін.
5. Теорія інваріантних підпросторів.